# Liste der Kulturdenkmäler in Kirsbach
In der Liste der Kulturdenkmäler in Kirsbach sind alle Kulturdenkmäler der rheinland-pfälzischen Ortsgemeinde Kirsbach aufgeführt. Grundlage ist die Denkmalliste des Landes Rheinland-Pfalz (Stand: 17. Juli 2023).

## Einzeldenkmäler
| Bezeichnung                  | Lage               | Baujahr    | Beschreibung                                                                     | Bild                           |
| ---------------------------- | ------------------ | ---------- | -------------------------------------------------------------------------------- | ------------------------------ |
| Katholische Kirche St. Josef | Hauptstraße 4 Lage | um 1920/30 | barockisierender Bruchsteinsaal, um 1920/30, Glasfenster 1922 von Otto Linnemann | weitere Bilder Fotos hochladen |